# Доња Думбрава
Доња Думбрава (рум. Dumbrava de Jos) је село у  Румунији у жупанији Мехединци. Доња Думбрава је административни центар општине Думбрава.

## Положај
Думбрава де Жос се налази 234 километара западно од Букурешта, 39  километара од града Дробета-Турну Северин и 57 километара западно од Крајове.

## Становништво
Према попису из 2002. године у селу је живело 194 становника, сви су били Румуни.